# Javier González
Javier Gonzales (Lima, 11 de maio de 1939 – Lima, 11 de abril de 2018) foi um futebolista peruano. Ele competiu na Copa do Mundo de 1970, sediada no México, na qual a seleção de seu país terminou na sétima colocação dentre os 16 participantes.